# The Simpsons: Arcade Game
The Simpsons: Arcade Game (The Simpsons en Amérique du Nord) est un jeu vidéo de type beat them all développé et commercialisé par Konami en 1991 sur borne d'arcade,,,,,,,,,,,. Le jeu a été porté sur Commodore 64, et sur PC, et est basé sur la série Les Simpson, dont c'est la seconde adaptation en jeu vidéo,,. Le jeu est temporairement réédité à partir de 2012 sur Xbox 360 (Xbox Live Arcade) et PlayStation 3 (PlayStation Network).
Konami réutilise le moteur de jeu et un gameplay semblable au jeu d'arcade Teenage Mutant Ninja Turtles, sorti en 1989 et la borne d'arcade utilise le même matériel que les jeux X-Men et Vendetta (en).

## Postérité
The Simpsons: Arcade Game est la seconde adaptation en jeu vidéo de la série télévisée Les Simpson.
En décembre 2009, Electronic Arts publie un jeu intitulé The Simpsons Arcade sur iOS (et sur BlackBerry et Windows Mobile), qui reprend globalement le gameplay du titre arcade de Konami, mais qui diffère dans son contenu,.